# Pusztaszemes
Pusztaszemes je naselje u središnoj zapadnoj Mađarskoj.
Zauzima površinu od 10,39 km četvornih.

## Ime
U svezi je s mađarskom riječju puszta (pusta) te riječju szem (oko).

## Zemljopisni položaj
Nalazi se na 46° 46' 9,34" sjeverne zemljopisne širine i 17° 55' 24,62" istočne zemljopisne dužine, 8 km jugoistočno od obale Blatnog jezera.
1 km sjeverno je Kereki, 5 km sjeverozapadno je Szólad, 2 km istočno je Bálványos, 4 km zapadno-jugozapadno je Kötcse, 4 km jugozapadno je Somogymeggyes, 4,5 km jugoistočno je Kapoly, 11 km jugozapadno je Latranska pusta, zaštićeno područje.

## Upravna organizacija
Upravno pripada Balatonföldvárskoj mikroregiji u Šomođskoj županiji. Poštanski broj je 8619.

## Povijest
Prvi pisani spomen je iz 1229. godine u povelje kralja Andrije II. Spominju ga papinski zapisi iz razdoblja od 1332. do 1337.
U doba naseljavanja nakon turske vlasti zakon iz 1722. – 23. dopustio je slobodnim osobama doseliti se u ovaj kraj. Njemačke su se obitelji zaputile ovamo i naselile se u ovaj kraj. Obnovili su 1778. selo s njemačkim doseljenicima. Zemljoposjednik kojem je ovaj kraj pripadao bila je obitelj Széchenyi. Rimokatolička crkva je izgrađena 1860. godine. Posvećena je sv. Vendelinu.

## Vode
Potoci s Kőröshegya Séd i Jaba izviru u ovom kraju. Dolinski slijev Séda je prema sjeveru, a Jabe prema jugu. Izvori ovih dvaju potoka međusobno su udaljeni oko 200 - 300 m.
- Jaba-patak
- Séd-patak

## Promet
3 km jugozapadno prolazi željeznička pruga Kapuš-Siófok. Najbliža željeznička postaja je u Somogymeggyesu. 
9 km sjeverno je državna cestovna prometnica br. 7, a 3,5 km sjeverozapadno državna autocesta M7 (europska prometnica E71).

## Stanovništvo
Pusztaszemes ima 414 stanovnika (2001.). Skoro svi su Mađari.

## Vanjske poveznice
- (mađ.) Zračne snimke Pusztaszemesa